# Songs for the Philologists
Songs for the Philologists est un recueil de trente chants et poèmes par E. V. Gordon et J. R. R. Tolkien ainsi que des chansons traditionnelles. Il contient treize chants et poèmes de la main de Tolkien, en gotique, en vieil anglais et en anglais moderne.

## Rédaction et impression
Il s'agit au départ d'une collection de tapuscrits compilés par Gordon en 1921–1926 à destination des étudiants de l'Université de Leeds. A. H. Smith, ancien étudiant de Leeds, l'offre ensuite à un groupe d'étudiants de l'University College de Londres où il enseignait, pour être imprimé en privé en 1935 ou 1936.
L'impression de 1936 porte l'impressum « Printed by G. Tillotson, A. H. Smith, B. Pattison and other members of the English Department, University College, London ».
Smith n'ayant pas demandé les autorisations de Gordon ou Tolkien, les fascicules ne sont pas distribués, la plupart des copies brûlées. Une petite quinzaine d'exemplaires aurait survécu.

## Liste des poèmes et chants de Tolkien
1. From One to Five, sur l'air de Three Wise Men of Gotham.
2. Syx Mynet (vieil anglais),  sur l'air de I Love Sixpence.
3. Ruddoc Hana (vieil anglais), sur l'air de Who Killed Cock Robin?.
4. Ides Ælfscýne (vieil anglais), sur l'air de Daddy Neptune. Ce poème fut réimprimé, accompagné d'une traduction en anglais moderne (Elf-fair Lady) dans The Road to Middle-earth.
5. Bagmē Blōma (gotique), sur l'air de Lazy Sheep (de Mantle Childe, d'après une vieille mélodie française). Ce poème fut réimprimé, accompagné d'une traduction en anglais moderne (Flower of the Trees) dans The Road to Middle-earth.
6. Éadig Béo þu!. (vieil anglais), sur l'air de Twinkle, Twinkle, Little Star. Ce poème fut réimprimé, accompagné d'une traduction en anglais moderne (Good Luck to You) dans The Road to Middle-earth.
7. Ofer Wídne Gársecg (vieil anglais), sur l'air de The Mermaid. Ce poème fut réimprimé, accompagné d'une traduction en anglais moderne (Across the Broad Ocean) dans The Road to Middle-earth.
8. La Húru, sur l'air de O’Reilly.
9. I Sat upon a Bench, sur l'air de The Carrion Crow.
10. Natura Apis: Morali Ricardi Eremite, également sur l'air de O’Reilly.
11. The Root of the Boot, sur l'air de The Fox Went Out. Réimprimé dans Le Hobbit annoté d'Anderson et sous une forme révisée dans The Return of the Shadow. Aussi réimprimé dans The Tolkien Papers: Mankato Studies in English. Une version révisée apparaît dans Le Seigneur des anneaux et Les Aventures de Tom Bombadil sous le titre « Le Troll de pierre ».
12. Frenchmen Froth, sur l'air de The Vicar of Bray.
13. Lit' and Lang',  sur l'air de Polly Put the Kettle On.